# Paramicromerys nampoinai
Paramicromerys nampoinai là một loài nhện trong họ Pholcidae. Loài này được phát hiện ở Madagascar.